# Elecciones presidenciales de Estados Unidos de 2024 en Alabama
Las elecciones presidenciales de Estados Unidos de 2024 en Alabama se llevaron a cabo el 5 de noviembre de 2024, como parte de las elecciones presidenciales de Estados Unidos de 2024. Los votantes de Alabama eligieron a los 9 electores que los representarían en el Colegio Electoral mediante votación popular.
Como estado del Cinturón Bíblico en el Sur Profundo, Alabama es uno de los estados más conservadores en términos sociales de la nación. Tras el giro a la izquierda del Partido Demócrata a mediados del siglo XX, el único demócrata que ganó el voto popular de Alabama en una elección presidencial después de John F. Kennedy en 1960 fue Jimmy Carter en 1976.
En agosto de 2024, el secretario de estado de Alabama, Wes Allen, anunció un proceso para purgar a 3251 votantes registrados de Alabama y los remitió a la oficina del fiscal general del estado para su procesamiento penal.En septiembre de 2024, el Departamento de Justicia demandó a Alabama por violar la Ley Nacional de Registro de Votantes.En octubre de 2024, la jueza de distrito Anna Manasco falló a favor del Departamento de Justicia, ordenando al estado restaurar los registros de votantes.El jefe de gabinete del secretario de estado de Alabama, Clay Helms, testificó que 2000 de los votantes purgados eran ciudadanos registrados legalmente.De todos los condados de Alabama, solo el condado de Marengo pasó de demócrata a republicano a partir de las elecciones de 2020, mientras que el condado de Russell se mantuvo demócrata por poco.
Finalmente, Trump ganó el estado con más del 64% de los votos.

## Elecciones generales
El 9 de abril de 2024, el Secretario de Estado de Alabama, Wes Allen, informó al Comité Nacional Demócrata que la ley estatal no permitiría la certificación a tiempo para incluir al presidente Biden en la boleta electoral de noviembre, ya que la Convención Nacional Demócrata (DNC) de 2024 se llevaría a cabo días después de la fecha límite estatal del 15 de agosto.El mes siguiente, se aprobó una legislación que extendía la fecha límite hasta el 23 de agosto, un día después de la conclusión de la DNC, lo que permitía a Biden aparecer en la boleta electoral.
A principios de agosto, después de que la vicepresidenta Kamala Harris reemplazara a Biden en la contienda, los demócratas celebraron una convención virtual para nominar a Harris, un proceso que luego se formalizó en la convención del DNC. El día después de la conclusión de la convención, el Partido Demócrata de Alabama presentó la documentación para garantizar la inclusión de Harris en la boleta electoral de Alabama en noviembre.

### Votación anticipada
Un estudio del Centro de Innovación e Investigación Electoral de julio de 2024 concluyó que Alabama es uno de los tres estados restantes (junto con Misisipi y New Hampshire) que no ofrece la opción de votación anticipada en persona para las elecciones generales de 2024. El estado también exige un motivo válido para votar por correo.

### Resultados
| Partido                            | Partido       | Candidato                        | Votos     | %     |
| ---------------------------------- | ------------- | -------------------------------- | --------- | ----- |
|                                    | Republicano   | Donald Trump                     | 1,457,704 | 64.58 |
|                                    | Demócrata     | Kamala Harris                    | 769,391   | 34.09 |
|                                    | Independiente | Robert F. Kennedy Jr. (retirado) | 12,026    | 0.53  |
|                                    | Libertario    | Chase Oliver                     | 4,914     | 0.22  |
|                                    | Verde         | Jill Stein                       | 4,297     | 0.19  |
| Escritos                           | Escritos      | Escritos                         | 8,720     | 0.39  |
|                                    |               |                                  |           |       |
| Total                              | Total         | Total                            | 2,257,052 | 100   |
| Participación                      | Participación | Participación                    | 2,264,780 | 58.55 |
| Registrados                        | Registrados   | Registrados                      | 3,868,043 |       |
|                                    |               |                                  |           |       |
| Fuente: Alabama Secretary of State |               |                                  |           |       |

### Por condado
|              | Trump Republicano | Trump Republicano | Harris Demócrata | Harris Demócrata | Total   | Margen  | Margen |
| Condado      | Votos             | %                 | Votos            | %                | Total   | Votos   | %      |
| ------------ | ----------------- | ----------------- | ---------------- | ---------------- | ------- | ------- | ------ |
| 'Autauga'    | 20,447            | 72.43             | 7,429            | 26.32            | 28,230  | 13,018  | 46.11  |
| 'Baldwin'    | 95,144            | 78.36             | 24,763           | 20.40            | 121,413 | 70,381  | 57.96  |
| 'Barbour'    | 5,578             | 56.98             | 4,120            | 42.09            | 9,789   | 1,458   | 14.89  |
| 'Bibb'       | 7,563             | 81.80             | 1,617            | 17.49            | 9,246   | 5,946   | 64.31  |
| 'Blount'     | 25,271            | 90.02             | 2,569            | 9.15             | 28,072  | 22,702  | 80.87  |
| 'Bullock'    | 1,099             | 26.75             | 2,983            | 72.60            | 4,109   | -1,884  | -45.85 |
| 'Butler'     | 5,167             | 60.99             | 3,248            | 38.34            | 8,472   | 1,919   | 22.65  |
| 'Calhoun'    | 34,841            | 71.75             | 13,170           | 27.12            | 48,558  | 21,671  | 44.63  |
| 'Chambers'   | 8,704             | 61.15             | 5,402            | 37.95            | 14,234  | 3,302   | 23.20  |
| 'Cherokee'   | 11,342            | 87.33             | 1,550            | 11.94            | 12,987  | 9,792   | 75.39  |
| 'Chilton'    | 16,901            | 85.61             | 2,697            | 13.66            | 19,743  | 14,204  | 71.95  |
| 'Choctaw'    | 4,094             | 61.63             | 2,511            | 37.80            | 6,643   | 1,583   | 23.83  |
| 'Clarke'     | 6,956             | 58.26             | 4,917            | 41.18            | 11,939  | 2,039   | 17.08  |
| 'Clay'       | 5,693             | 84.73             | 986              | 14.67            | 6,719   | 4,707   | 70.06  |
| 'Cleburne'   | 6,984             | 91.33             | 605              | 7.91             | 7,647   | 6,379   | 83.42  |
| 'Coffee'     | 17,457            | 78.41             | 4,585            | 20.59            | 22,263  | 12,872  | 57.82  |
| 'Colbert'    | 19,614            | 72.61             | 7,092            | 26.25            | 27,014  | 12,522  | 46.36  |
| 'Conecuh'    | 3,423             | 56.57             | 2,580            | 42.64            | 6,051   | 843     | 13.93  |
| 'Coosa'      | 3,750             | 71.33             | 1,475            | 28.06            | 5,257   | 2,275   | 43.27  |
| 'Covington'  | 14,664            | 85.87             | 2,309            | 13.52            | 17,077  | 12,355  | 72.35  |
| 'Crenshaw'   | 4,993             | 77.11             | 1,453            | 22.44            | 6,475   | 3,540   | 54.67  |
| 'Cullman'    | 38,669            | 89.71             | 4,033            | 9.36             | 43,104  | 34,636  | 80.35  |
| 'Dale'       | 14,473            | 75.66             | 4,478            | 23.41            | 19,130  | 9,995   | 52.25  |
| 'Dallas'     | 5,188             | 33.38             | 10,233           | 65.84            | 15,542  | -5,045  | -32.46 |
| 'DeKalb'     | 25,631            | 86.42             | 3,757            | 12.67            | 29,657  | 21,874  | 73.75  |
| 'Elmore'     | 31,336            | 75.37             | 9,764            | 23.48            | 41,576  | 21,572  | 51.89  |
| 'Escambia'   | 10,866            | 72.78             | 3,956            | 26.50            | 14,929  | 6,910   | 46.28  |
| 'Etowah'     | 35,470            | 77.29             | 9,969            | 21.72            | 45,894  | 25,501  | 55.57  |
| 'Fayette'    | 7,154             | 85.53             | 1,141            | 13.64            | 8,364   | 6,013   | 71.89  |
| 'Franklin'   | 10,404            | 86.11             | 1,566            | 12.96            | 12,082  | 8,838   | 73.15  |
| 'Geneva'     | 10,924            | 88.14             | 1,389            | 11.21            | 12,394  | 9,535   | 76.93  |
| 'Greene'     | 885               | 21.92             | 3,131            | 77.56            | 4,037   | -2,246  | -55.64 |
| 'Hale'       | 3,363             | 46.12             | 3,861            | 52.95            | 7,292   | -498    | -6.83  |
| 'Henry'      | 6,983             | 75.01             | 2,259            | 24.26            | 9,310   | 4,724   | 50.75  |
| 'Houston'    | 32,255            | 73.25             | 11,258           | 25.56            | 44,037  | 20,997  | 47.69  |
| 'Jackson'    | 20,073            | 85.22             | 3,274            | 13.90            | 23,554  | 16,799  | 71.32  |
| 'Jefferson'  | 130,991           | 43.92             | 161,828          | 54.25            | 298,280 | -30,837 | -10.33 |
| 'Lamar'      | 6,028             | 87.57             | 805              | 11.69            | 6,884   | 5,223   | 75.88  |
| 'Lauderdale' | 32,615            | 74.95             | 10,299           | 23.67            | 43,515  | 22,316  | 51.28  |
| 'Lawrence'   | 12,961            | 80.75             | 2,975            | 18.54            | 16,050  | 9,986   | 62.21  |
| 'Lee'        | 45,883            | 62.97             | 25,672           | 35.23            | 72,862  | 20,211  | 27.74  |
| 'Limestone'  | 37,524            | 71.02             | 14,452           | 27.35            | 52,836  | 23,072  | 43.67  |
| 'Lowndes'    | 1,755             | 31.06             | 3,865            | 68.41            | 5,650   | -2,110  | -37.35 |
| 'Macon'      | 1,681             | 21.50             | 6,069            | 77.63            | 7,818   | -4,388  | -56.13 |
| 'Madison'    | 105,149           | 53.37             | 87,509           | 44.42            | 197,007 | 17,640  | 8.95   |
| 'Marengo'    | 4,990             | 51.62             | 4,621            | 47.80            | 9,667   | 369     | 3.82   |
| 'Marion'     | 12,238            | 90.42             | 1,196            | 8.84             | 13,535  | 11,042  | 81.58  |
| 'Marshall'   | 34,350            | 85.27             | 5,535            | 13.74            | 40,285  | 28,815  | 71.53  |
| 'Mobile'     | 99,981            | 57.60             | 71,279           | 41.06            | 173,591 | 28,702  | 16.54  |
| 'Monroe'     | 5,997             | 61.19             | 3,736            | 38.12            | 9,801   | 2,261   | 23.07  |
| 'Montgomery' | 30,404            | 33.97             | 57,734           | 64.50            | 89,510  | -27,330 | -30.53 |
| 'Morgan'     | 40,310            | 75.55             | 12,343           | 23.13            | 53,355  | 27,967  | 52.42  |
| 'Perry'      | 1,268             | 28.43             | 3,170            | 71.08            | 4,460   | -1,902  | -42.65 |
| 'Pickens'    | 5,455             | 61.30             | 3,385            | 38.04            | 8,899   | 2,070   | 23.26  |
| 'Pike'       | 8,213             | 62.19             | 4,882            | 36.97            | 13,206  | 3,331   | 25.22  |
| 'Randolph'   | 9,098             | 82.07             | 1,919            | 17.31            | 11,086  | 7,179   | 64.76  |
| 'Russell'    | 10,047            | 48.67             | 10,379           | 50.28            | 20,642  | -332    | -1.61  |
| 'Shelby'     | 79,522            | 69.50             | 32,947           | 28.80            | 114,412 | 46,575  | 40.70  |
| 'St. Clair'  | 34,873            | 81.62             | 7,483            | 17.51            | 42,726  | 27,390  | 64.11  |
| 'Sumter'     | 1,542             | 29.07             | 3,722            | 70.17            | 5,304   | -2,180  | -41.10 |
| 'Talladega'  | 22,070            | 66.48             | 10,878           | 32.77            | 33,200  | 11,192  | 33.71  |
| 'Tallapoosa' | 14,881            | 74.33             | 4,974            | 24.85            | 20,019  | 9,907   | 49.48  |
| 'Tuscaloosa' | 50,617            | 59.50             | 33,322           | 39.17            | 85,071  | 17,295  | 20.33  |
| 'Walker'     | 25,393            | 85.49             | 4,092            | 13.78            | 29,704  | 21,301  | 71.71  |
| 'Washington' | 6,526             | 77.42             | 1,859            | 22.05            | 8,429   | 4,667   | 55.37  |
| 'Wilcox'     | 1,793             | 34.07             | 3,449            | 65.55            | 5,262   | -1,656  | -31.48 |
| 'Winston'    | 10,190            | 91.42             | 882              | 7.91             | 11,146  | 9,308   | 83.51  |

#### Volteados
| Condado   | Ciudad más grande | Pre-elección | Pre-elección | Post-elección | Post-elección | Margen |
| Condado   | Ciudad más grande | Partido      | Partido      | Partido       | Partido       | Margen |
| --------- | ----------------- | ------------ | ------------ | ------------- | ------------- | ------ |
| 'Marengo' | Demopolis         |              | Demócrata    |               | Republicano   | +3.82  |